# 博尔哈斯德尔坎波
博尔哈斯德尔坎波（西班牙語：Borjas del Campo）是西班牙加泰罗尼亚塔拉戈纳省的一个市镇。总面积8平方公里，总人口1620人（2001年），人口密度203人/平方公里。